# Otumfuo Nana Osei Tutu II
Otumfuo Nana Osei Tutu II es el 16º Asantehene (rey de Ashanti). Ascendió al Banco de oro el 26 de abril de 1999. Por nombre, está en sucesión directa con el fundador del Imperio de Ashanti,  Otumfuo Osei Tutu I. Nacido el seis de mayo de 1950, y nombrado Barima Kwaku Dua, Otumfuo Osei Tutu II, es el más joven de los cinco hijos de Nana Afua Kobi Serwaa Ampem II, Asantehemaa (reina madre de Ashanti). Tiene seis hijos.
El nombre de su padre es Nana Kwame Boakye-Dankwa de Kantinkyere en la región de Ashanti y también fue el Jefe Brehyia de Ashanti. Murió el uno de enero de 2002, en Kumasi. 
Su nombre al nacer, Nana Kwaku Duah, pasa a ser el nombre de su abuelo paterno. 
Su padre, Nana Boakye también tuvo otros hijos de otros matrimonios. 
Algunos de sus otros hermanos Yaw Boateng (Canadá), Kwaku Duah (Estados Unidos), Kwabena-Agyei Bohyen, Sarpong Afua y Ama Agyemang (Kumasi, Ashanti, Ghana) y Nana Kwasi Agyemang Prempeh. 
Fue educado en el Instituto de Estudios Profesionales (IPS) después de superar el O-Level en el Osei Kyeretwie College en Ghana y más tarde en la Universidad Politécnica del Norte Londres, ahora Universidad Metropolitana de Londres, desde donde recibió un grado honorario de Doctor en Filosofía, otorgado durante una ceremonia en el Barbican Centre (Londres) el 11 de enero de 2006. 